# FIFA World Player of the Year 1998
L’edizione 1998 del FIFA World Player, 8ª edizione del premio calcistico istituito dalla FIFA, fu vinta dal francese Zinédine Zidane (Juventus).
A votare furono 132 commissari tecnici di altrettante Nazionali.